# Skoki do wody na Światowych Wojskowych Igrzyskach Sportowych 1995
Skoki do wody na 1. Światowych Wojskowych Igrzyskach Sportowych rozgrywane były w ramach dyscypliny sportu, pływania zorganizowane przez Międzynarodową Radę Sportu Wojskowego (CISM) dla sportowców-żołnierzy, które rozgrywane były we wrześniu 1995 podczas światowych igrzysk wojskowych we włoskim Rzymie. 
Najwięcej medali zdobyli reprezentanci Rosji; 4 złote.

## Konkurencje
Mężczyźni
- Skoki z trampoliny: 1 m, 3 m. Wieża 10 m indywidualnie.

Kobiety
- Skoki z trampoliny: 1 m.

## Wyniki

### Mężczyźni
| Konkurencje:                 | Złoto                       | Złoto | Srebro                         | Srebro | Brąz                           | Brąz  |
| Konkurencje:                 | Zawodnik                    | Wynik | Zawodnik                       | Wynik  | Zawodnik                       | Wynik |
| Trampolina 1 m indywidualnie | Dmitrij Sautin · Rosja      |       | Siergiej Łomonowski · Białoruś |        | Marco Thrandorf · Niemcy       |       |
| Trampolina 3 m indywidualnie | Dmitrij Sautin · Rosja      |       | Davide Lorenzini · Włochy      |        | Wei Zheng · Chiny              |       |
| Wieża 10 m indywidualnie     | Gieorgij Czogowadze · Rosja |       | Michael Kuhne · Niemcy         |        | Han Yong-ho · Korea Południowa |       |

### Kobiety
| Konkurencje:                 | Złoto                            | Złoto | Srebro          | Srebro | Brąz                       | Brąz  |
| Konkurencje:                 | Zawodnik                         | Wynik | Zawodnik        | Wynik  | Zawodnik                   | Wynik |
| Trampolina 1 m indywidualnie | Sin Jeong-rin · Korea Południowa |       | Jie Yan · Chiny |        | Elena Iwanova · Kazachstan |       |

## Klasyfikacja medalowa
* Gospodarz zawodów został zaznaczony tym kolorem.
| Miejsce           | Reprezentacja     | Złoto | Srebro | Brąz | Razem |
| ----------------- | ----------------- | ----- | ------ | ---- | ----- |
| 1                 | Rosja             | 3     | 0      | 0    | 3     |
| 2                 | Korea Południowa  | 1     | 0      | 1    | 2     |
| 3                 | Chiny             | 0     | 1      | 1    | 2     |
| 3                 | Niemcy            | 0     | 1      | 1    | 2     |
| 5                 | Białoruś          | 0     | 1      | 0    | 1     |
| 5                 | Włochy *          | 0     | 1      | 0    | 1     |
| 6                 | Kazachstan        | 0     | 0      | 1    | 1     |
| Ogółem (6 państw) | Ogółem (6 państw) | 4     | 4      | 4    | 12    |